# Rheinpark-Center
Het Rheinpark-Center (RPC) is een winkelcentrum in de wijk Hammfeld in Neuss, ten oosten van de haven. Het winkelcentrum stond voorheen bekend als het HUMA Einkaufspark.

## Beschrijving
Het Rheinpark Center is ontstaan uit het HUMA Einkaufspark dat in de jaren 1970 is gebouwd. In 2008 nam de ECE Group het Huma-Einkaufspark over en hernoemde het in het Rheinpark-Center . 
Het centrum bevat ca. 140 winkels en restaurants op een verkoopoppervlakte van zo'n 37.300 m2 verdeeld over drie niveaus. Ankerhuurders zijn Peek & Cloppenburg, Saturn, C&A en Real (tot mei 2022). Het winkelcentrum is decentraal gelegen en wordt daardoor vooral bezocht op vrijdag, zaterdag en brugdagen.

## Geschiedenis
Het HUMA Einkaufspark werd geopend in 1977, waarbij HUMA stond voor Hurler Magazin. De onderneming Hurler exploiteerde grote supermarkten en later zgn. Fachmarktzentren door heel Duitsland. Het HUMA Einkaufspark was oorspronkelijk dan ook een zgn. Fachmarktzentrum dat uitgroeide tot meer dan 30 winkels, waaronder een supermarkt en een bouwmarkt eind jaren 2000.  
Na de overname van het complex door de ECE-groep op 1 januari 2008 werd het HUMA Einkaufspark verbouwd waarbij de oude bouwstructuur grotendeels behouden bleef. Het werd vernieuwd en geïntegreerd in het huidige Rheinpark-Center. 
Ondanks de overname door ECE in 2008 bleef de naam "HUMA Einkaufspark" tot 2010 in gebruik. De opening van het winkelcentrum als Rheinpark Center vond plaats in twee fasen. De eerste fase van de bouw werd voltooid op 18 februari 2010 en de tweede bouwfase werd op 1 april 2011 geopend.